# Bienvenido Chamorro
Bienvenido Chamorro Merino (Martos, Jaén, 1890 - Sanlúcar de Barrameda, Cádiz, 19 de agosto de 1936) fue un político español del PSOE y alcalde del municipio andaluz de Sanlúcar de Barrameda desde 1936 hasta su fallecimiento por fusilamiento el 19 de agosto del mismo año.

## Biografía
De situación económica acomodada, fue propietario de establecimientos de ultramarinos y comestibles, apareciendo en diversas ocasiones en las listas de mayores contribuyentes de la ciudad desde 1917.
Prontamente militó en el PSOE, siendo uno de los que más significó en las protestas contra las elecciones del 12 de abril de 1931, acusadas de corruptas y anuladas. Fue concejal durante buena parte del gobierno republicano municipal, en el que ocupó diversas delegaciones.
El 16 de febrero de 1936 se convocan elecciones y cuatro días más tarde, Bienvenido toma posesión del cargo. Debido a la inestabilidad política de la época, con continuos enfrentamientos y desuniones, las Corporaciones de su breve alcaldía estuvieron sometidas a constantes cambios.
Bienvenido, junto con otros ediles, había sido apartado del gobierno municipal tras unas inspecciones realizadas por las autoridades gubernativas al haber sido denunciado por impago de contribuciones industriales. Debido a esto, fue acusado de defraudar al Estado y al ayuntamiento.
Durante la guerra civil, fue apresado en el Castillo de Santiago, y fusilado en la madrugada del 19 de agosto de 1936 en Las Majadillas, junto con su secretario Enrique Porres, y los militantes de Izquierda Republicana Cándido, Luelmo y Manuel Barrios, así como con un marinero, ``El Bocana´´.
El 23 de abril de 2018, se erigió un monolito en el que se honra su memoria.